# Cia Rinne

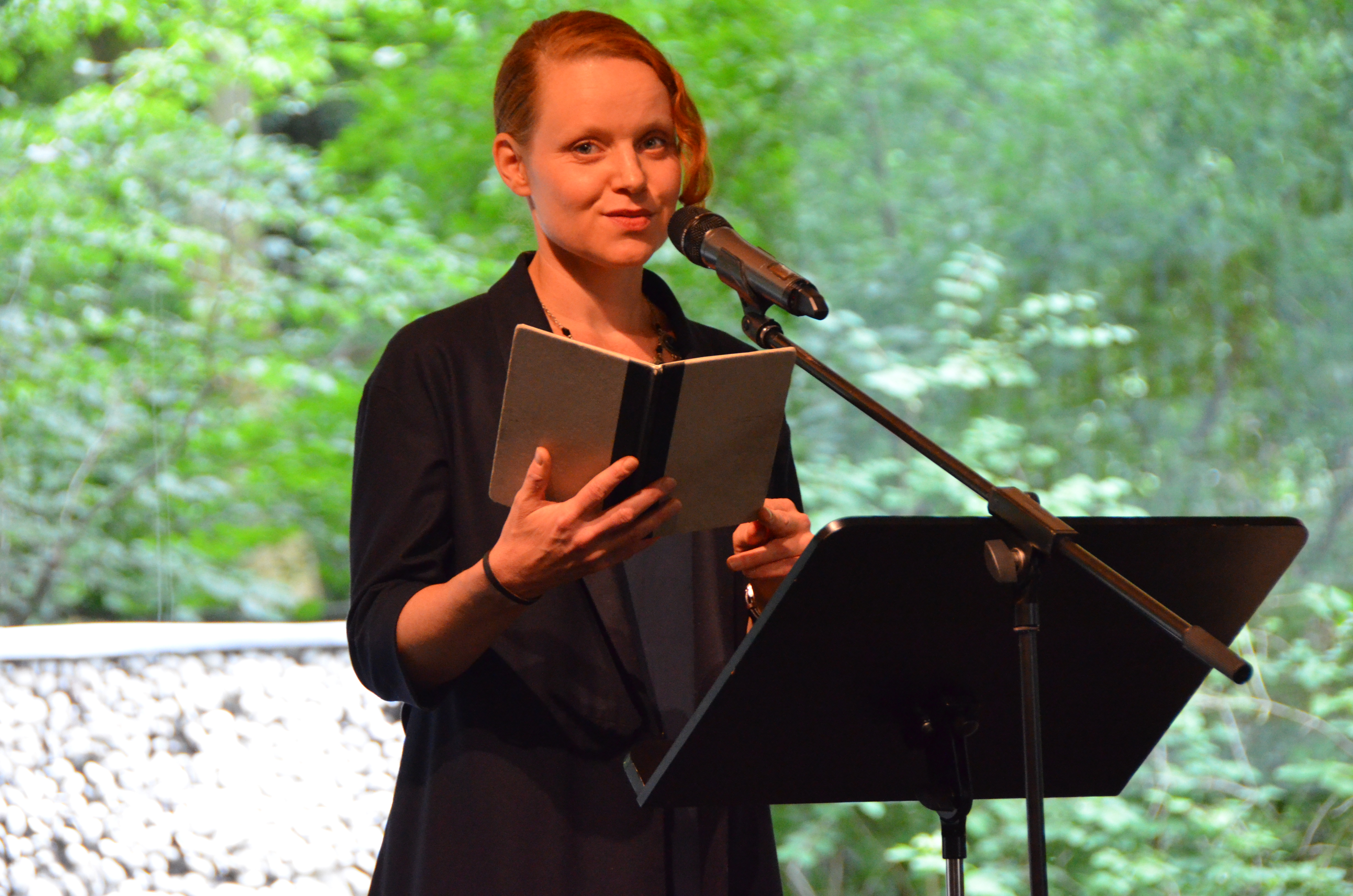
Cia Rinne beim Poesiefestival Berlin 2015

Cia Rinne (* 29. März 1973 in Göteborg) ist eine finnlandschwedische Autorin und Künstlerin.

## Leben
Cia Rinne wuchs in Deutschland auf. Sie studierte Philosophie, Geschichte und Sprachen in Frankfurt, Athen und später Helsingfors (finnisch Helsinki), wo sie das Philosophiestudium mit einem Master of Arts abschloss. Sie beschäftigt sich in ihrer künstlerischen Tätigkeit vor allem mit visueller und konzeptueller Lyrik, aber auch mit Klängen, Performance und Installationen. Sie reduziert in ihren minimalistischen und experimentellen Texten, welche in mehreren Sprachen (u. a. Englisch, Deutsch, Französisch) verfasst sind, komplexe linguistische und philosophische Fragen zu klanglichen Quintessenzen. Cia Rinnes Werk ist von den Fluxus-Künstlern wie Tomas Schmit,  Arthur Køpcke, dem Dadaismus sowie von den Moskauer Konzeptualisten Lev Rubinstein und Ilja Kabakow beeinflusst. Musikalisch steht sie in der Nachfolge von Steve Reich und John Cage. Ihre Text- und Klangarbeiten wurden vielfach ausgestellt, unter anderem im Rahmen des International Studio and Curatorial Program (ISCP) in New York und im Grimmuseum in Berlin. Ihre Installation the letter i see wurde vom Kumu Art Museum in Tallinn im Rahmen der sechzehnten Tallinn Print Trienniale ausgezeichnet. In Deutschland wurde Cia Rinne vor allem durch ihr dokumentarisches Buch Die Romareisen, das sie gemeinsam mit dem Fotografen Joakim Eskildsen veröffentlichte, bekannt. Werke von ihr befinden sich im Kumu Art Museum in Tallinn, in der Artist Book Collection des Museum of Modern Art in New York und in der Artist Book Collection der „Bibliothek Richardsstraße“ (Richardsgatans bibliotek / Rikhardinkadun kirjasto) in Helsingfors.

## Buchpublikationen
- gemeinsam mit Joakim Eskildsen: Bluetide, 1997
- gemeinsam mit Joakim Eskildsen: iChickenMoon, 1999
- zaroum, Helsinki 2001
- gemeinsam mit Joakim Eskildsen: al-Madina, 2002
- Notes for soloists, OEI Editör, Stockholm 2009
- gemeinsam mit Joakim Eskildsen: Die Romareisen, Steidl Verlag, Göttingen 2007, ISBN 978-3-86521-429-4
- should we blind ourselves and leave thebes (a short history of either or), Eller med A, Oslo 2013
- L'Usage du Mot. Notes for Soloists. Zaroum. Gedichte. Berlin: Kookbooks, 2017
- Skal vi blinde os selv og forlade Theben. Forlaget Virkelig, Kopenhagen 2017
- sentences. Forlaget Gestus, Kopenhagen 2019
- i am very miserable about sentences. NO Press, Banff 2019

## Sounds und Musik
- 2011–2012: Sounds for Soloists
- 2018: leçon du mot [le son du mot]

## Ausstellungen (Auswahl)
- 2011 Beteiligung an der Turku Biennale
- 2013 Enten Eller, Nikolaj Copenhagen Contemporary Art Center, Kopenhagen
- 2013 Entweder Oder im Haus am Waldsee, Berlin
- 2013 Kõndides mööda salateid, Kumu Art Museum, Tallinn
- 2014 Did I tell you, Institute for New Connotative Action (INCA), Seattle

## Auszeichnungen
- 2009 gemeinsam mit Joakim Eskildsen: David-Octavius-Hill-Medaille und Kunstpreis der Stadt Leinfelden-Echterdingen
- 2010: Bukdahls-Bet-Preis für experimentelle Literatur[1]